# Los Rosales (Albacete)
Los Rosales es un núcleo de población del municipio de Albacete (España) situado al sur de la capital.
Está situado junto a la CM-3203. Según el Instituto Nacional de Estadística, está deshabitado (2016).